# Foix
Foix (okcitánul: Fois, latinul: Fuxium, Fuxum) város Franciaország déli részén, Okcitánia régióban, Ariège megye székhelye. A Pays de Foix nevű tájegység legnagyobb városa.

## Története
Alapításának éve 849. A XI. században létrejött önálló grófság központja lett a város.

## Demográfia
| Év   | Lakosság |
| ---- | -------- |
| 1793 | 3 265    |
| 1800 | 3 509    |
| 1806 | 3 959    |
| 1821 | 4 552    |
| 1831 | 4 857    |
| 1841 | 4 714    |
| 1846 | 5 086    |
| 1851 | 4 684    |
| 1856 | 5 257    |

| Év   | Lakosság |
| ---- | -------- |
| 1861 | 5 507    |
| 1866 | 6 746    |
| 1872 | 6 706    |
| 1876 | 6 362    |
| 1881 | 7 076    |
| 1886 | 7 369    |
| 1891 | 7 568    |
| 1896 | 6 722    |

| Év   | Lakosság |
| ---- | -------- |
| 1901 | 7 065    |
| 1906 | 6 750    |
| 1911 | 6 806    |
| 1921 | 6 165    |
| 1926 | 6 461    |
| 1931 | 6 279    |
| 1936 | 7 006    |
| 1946 | 7 798    |

| Év   | Lakosság |
| ---- | -------- |
| 1954 | 7 632    |
| 1962 | 8 156    |
| 1968 | 9 331    |
| 1975 | 9 599    |
| 1982 | 9 282    |
| 1990 | 9 964    |
| 1999 | 9 109    |
| 2007 | 9 658    |

## Látnivalók

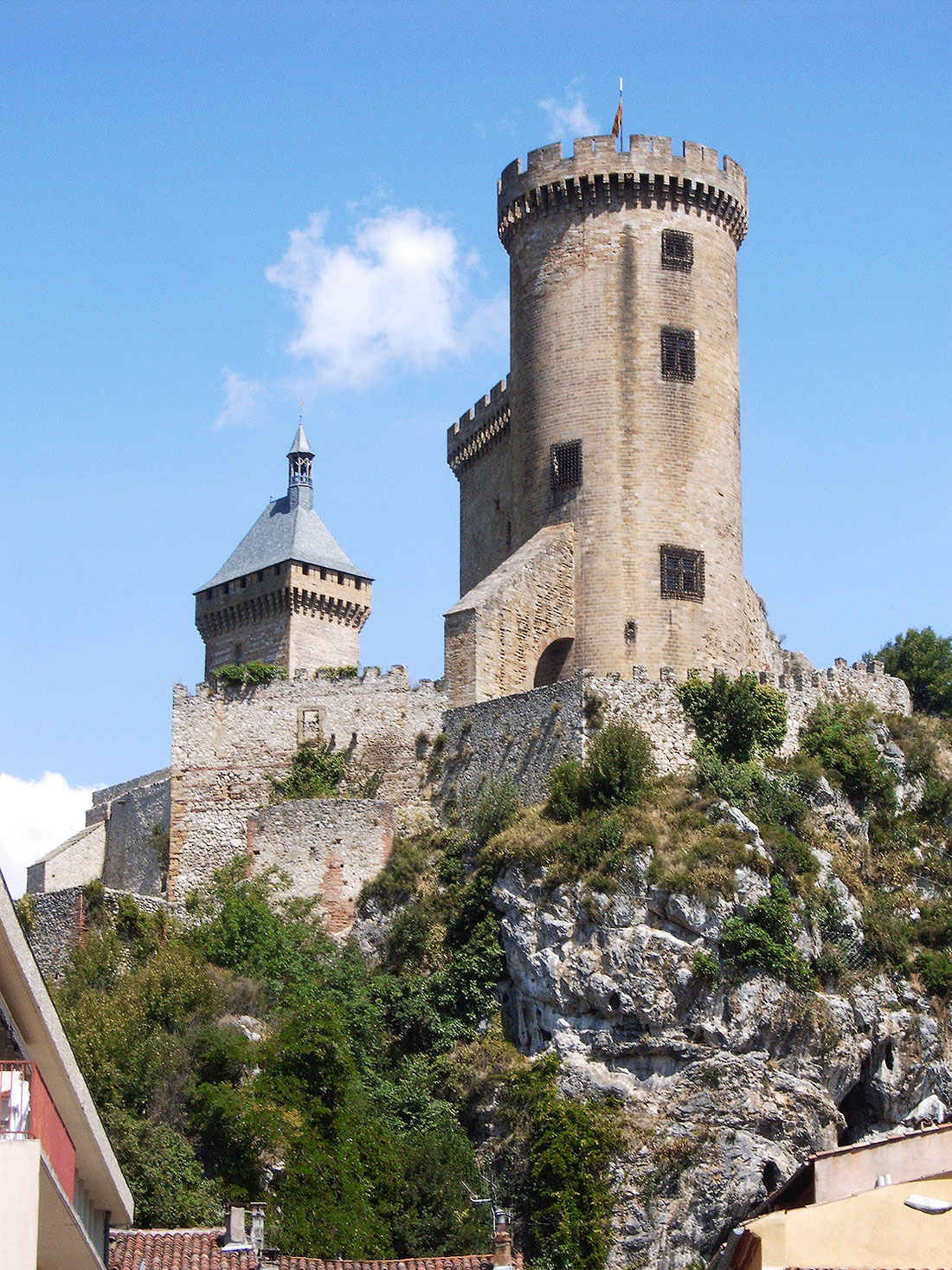
Chateau

- Chateau – a város nevezetessége a fölé magasodó grófi vár, három hatalmas, egymástól különböző tornya a település minden részéről látható, alapjait még az évezred kezdetén rakták le. Múzeuma bemutatja a környék történetének dokumentumait.

## Testvérvárosok
- Lleida
- Andorra la Vella